# 朝陽郡
朝陽郡，中国南北朝时设置的郡。
南朝梁天监八年（509年）置朝陽郡，属东徐州。治所在今江苏省宿迁市东南。太清三年（549年）朝陽郡再被东魏占领，东魏改东徐州为东楚州。朝陽郡属东楚州。北齐废朝陽郡，地属于宿豫郡宿豫县。